# Gräsmarks distrikt
Gräsmarks distrikt är ett distrikt i Sunne kommun och Värmlands län. Distriktet ligger omkring Uddheden i mellersta Värmland.

## Tidigare administrativ tillhörighet
Distriktet inrättades 2016 och utgörs av Gräsmarks socken i Sunne kommun.
Området motsvarar den omfattning Gräsmarks församling hade vid årsskiftet 1999/2000.

## Tätorter och småorter
I Gräsmarks distrikt finns en tätort men inga småorter.

### Tätorter
- Uddheden

### Övriga orter
- Brandsbol, Forsnäs och Norra Bråne